# Серёгово (Пермский край)
Серёгово — село в Чердынском районе Пермского края. Входит в состав Рябининского сельского поселения.
Расположено в 3 км южнее Чердыни, на реке Колва недалеко от впадения её в Вишеру. 

## История
Впервые упоминается как деревня Серёгово в переписи 1623. В этом же году сильно пострадала от пожара: из 27 дворов целыми остались только 6, остальные 21 сгорели.
В 2016 году около Серёгово впервые был проведен этно-ландшафтный фестиваль «Зов Пармы», перенесенный туда из Камгорта.

## Население
| 2010 |
| ---- |
| 278  |

## Знаменитые люди
- Алин, Василий Иванович (1914—1998) — Герой Советского Союза;
- Матвеев, Иван Ефимович (1909—1943) — Герой Советского Союза.